# Gegenlenken
Als Gegenlenken bezeichnet man im Allgemeinen den Eingriff in ein System mit der Absicht, die aktuelle Entwicklung zu neutralisieren oder auch umzukehren. 

## Fahrzeuge

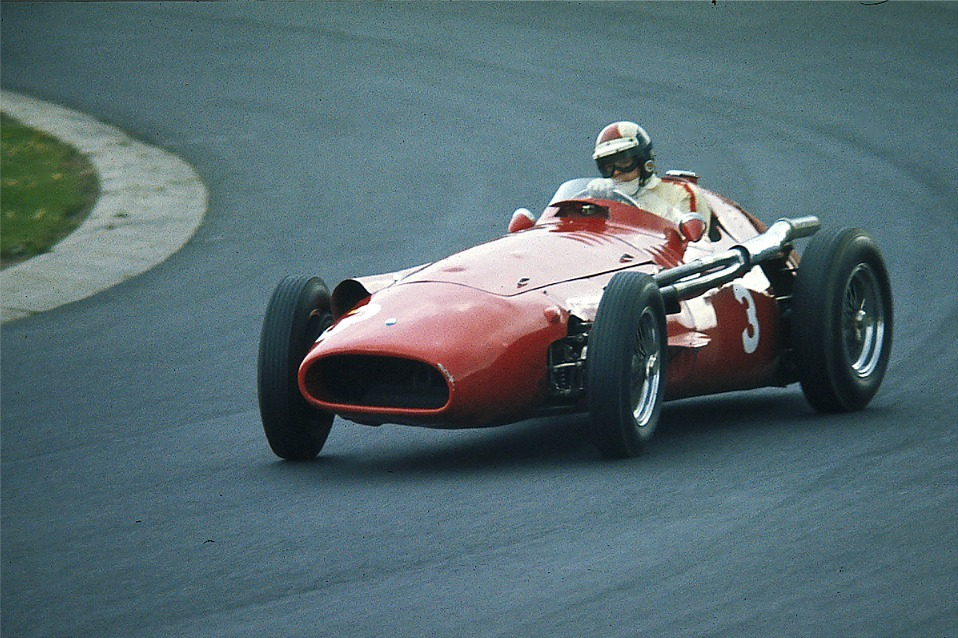
Gegenlenken, damit sich der Wagen nicht quer stellt oder dreht

Besonders in extremen Fahrzuständen wie Übersteuern oder gar Schleudern spricht man von Gegenlenken, wenn der Fahrer die Lenkeinrichtung entgegen der Drehrichtung des Vehikels betätigt. Diese anfängliche Betätigung sollte von der Ausführung her möglichst rund, präzise und vor allem frühzeitig erfolgen, um die Kontrolle über das Fahrzeug nicht zu verlieren. Dabei halten die Hände das Lenkrad fest in der Viertel-nach-neun-Stellung, sodass die Arme bei stärkerem Lenkeinschlag über Kreuz geführt werden. Für weniger geübte Fahrer nicht zu empfehlen ist es, durch Übergreifen der Hände am Lenkrad zu „kurbeln“ oder das Lenkrad durch die Hände zu schieben, da sonst die Gefahr besteht, dass man die Kenntnis von der Stellung der Vorderräder verliert und somit bei Veränderungen der Bodenhaftung von plötzlichem Einlenken des Fahrzeugs überrascht wird. Auch um diese Problematik zu vermeiden, sind die Lenkräder von Sport- und Rennwagen häufig an der 12-Uhr-Position farblich markiert, sodass der Fahrer jederzeit den Lenkeinschlag vor Augen hat.
Weiterhin ist zu beachten, dass in dem Moment, wo der Erfolg des Eingriffs erkennbar wird, das heißt, die tatsächliche Fahrtrichtung tendenziell wieder besser mit der gewünschten Fahrtrichtung übereinstimmt, das Gegenlenken möglichst zügig zurückgenommen werden sollte, um ein Aufschaukeln zu vermeiden.
Schnelles, häufig auch heftiges Gegenlenken („Sägen“) stellt eine Technik dar, die besonders beim Drift- und Rallyesport zum Einsatz kommt und wohl einen Großteil dessen Faszination für Fahrer und Zuschauer ausmacht. Im klassischen Rundstreckensport auf Asphalt ist dies eher nicht gebräuchlich, da die Notwendigkeit eines länger andauernden Gegenlenkens eigentlich signalisiert, dass die Hinterräder mit den zur Stabilisierung des Wagens notwendigen Seitenführungskräften überfordert sind und somit außerhalb ihres optimalen Arbeitsbereichs bewegt werden. Darum sind im Endeffekt die erreichbaren Kurvengeschwindigkeiten herabgesetzt, wenn andauerndes Gegenlenken notwendig wird, um ein Fahrzeug im gewünschten Kurvenradius zu halten.